# Alex Livingston
Alexander „Alex“ Livingston (* 1987 in Halifax, Nova Scotia) ist ein professioneller kanadischer Pokerspieler. Bei der World Series of Poker erreichte er 2019 im Main Event den Finaltisch und gewann 2022 ein Bracelet.

## Persönliches
Livingston stammt aus Halifax, der Hauptstadt der Provinz Nova Scotia im Osten Kanadas. Er spielte vor seiner Pokerkarriere Schach und studierte Wirtschaftswissenschaften an der Tufts University nahe Boston. Der Kanadier lebt in Las Vegas.

## Pokerkarriere
Livingston nutzt online den Nickname rumnchess, mit dem er bei PokerStars spielt und auch bei Full Tilt Poker unterwegs war. Bis Oktober 2013 erspielte er sich auf den Plattformen mit Turnierpoker Preisgelder von über einer Million US-Dollar.
Seine erste Geldplatzierung bei einem Live-Pokerturnier erzielte Livingston Ende Juni 2009 im Caesars Palace in Paradise am Las Vegas Strip. Im Juni 2011 war er erstmals bei der World Series of Poker (WSOP) im Rio All-Suite Hotel and Casino am Las Vegas Strip erfolgreich und kam bei einem Turnier der Variante No Limit Hold’em in die Geldränge. Zwei Jahre später erreichte er beim Main Event der WSOP 2013 den siebten Turniertag und schied dort auf dem mit rund 450.000 US-Dollar dotierten 13. Platz aus. Bei der WSOP 2016 saß der Kanadier erstmals an einem WSOP-Finaltisch und beendete ein Turnier in Seven Card Stud Hi-Lo als Vierter, was mit knapp 50.000 US-Dollar prämiert wurde. Bei der WSOP 2019 schaffte er im Main Event den Sprung an den Finaltisch, der vom 14. bis 16. Juli 2019 gespielt wurde. Livingston startete als Fünfter in Chips und belegte den dritten Platz, der ihm eine Auszahlung von 4 Millionen US-Dollar einbrachte. Anfang März 2022 belegte er bei den Wynn Millions im Wynn Las Vegas den mit knapp 750.000 US-Dollar dotierten vierten Platz. Bei der WSOP 2022, die erstmals im Bally’s Las Vegas und Paris Las Vegas ausgespielt wurde, gewann der Kanadier ein Turnier in Seven Card Stud und damit sein erstes Live-Turnier überhaupt. Er setzte sich gegen 328 andere Spieler durch und sicherte sich ein Bracelet sowie den Hauptpreis von mehr als 100.000 US-Dollar. Bei der WSOP 2023 erhielt Livingston durch einen dritten Platz in einem Mix aus No Limit Hold’em und Pot Limit Omaha sowie zweiten Rängen bei der H.O.R.S.E. Championship und No Limit 2-7 Draw Lowball Championship Preisgelder von über 720.000 US-Dollar.
Insgesamt hat sich Livingston mit Poker bei Live-Turnieren mehr als 8 Millionen US-Dollar erspielt.